# Fácánkert
Fácánkert is een plaats (község) en gemeente in het Hongaarse comitaat Tolna. Fácánkert telt 765 inwoners (2001).